# Terningen Arena
Die Terningen Arena ist eine Mehrzweckhalle in der norwegischen Stadt Elverum und ist Teil eines militärisch-zivilen Kooperationsprojektes.

## Geschichte
Im Januar 2011 wurde die Arena 10 Jahre nach den ersten informellen Gesprächen im Mai 2001 zwischen der Hochschule Hedmark und den vor Ort stationierten norwegischen Streitkräften eröffnet. Sowohl die Hochschule als auch das Militär hatten Bedarf nach neuen Sportanlagen. Anfang der 2000er Jahre war die Hochschule in alten Gebäuden über die Stadt verteilt, brauchte bessere Sportanlagen und suchte zudem nach einem Ort für einen Campus; das Militär, genau genommen die Østerdalen garnison, hatte ebenfalls Pläne für neue Sportanlagen und neue Gebäude, war aber gleichzeitig unentschlossen über die Zukunft des Standorts und erwog auch einen Abzug aus Elverum.
Im Dezember 2001 begann eine Projektgruppe ihre Arbeit und präsentierte der Gemeinde im Frühjahr 2002 ihre Ergebnisse, die im Juni 2002 zur Erstellung einer Planungsskizze 125.000 Norwegischen Kronen (NOK) bereitstellten und im Oktober fertiggestellt wurde. Im Oktober 2002 wurde vom norwegischen Parlament Storting eine Reform zur Umstrukturierung der Streitkräfte verabschiedet, die auch die Entwicklung in Elverum beeinflusste: die Umstrukturierung sollte bis 2005 abgeschlossen sein, blieb in Teilen aber ungenau und führte damit dazu, dass die Zukunft vom Standort Terningmoen in Elverum ungewiss blieb. Zwischen 2003 und 2004 wurde der Verkauf des Geländes, u. a. an die Provinz Hedmark, den norwegischen Sport- / Sonderverband sowie verschiedene öffentliche und staatliche Stellen angedacht. Entscheidend für die weitere Entwicklung des Standortes war der Beschluss der Hochschule Hedmark, in einen Campus in Elverum zu investieren. Weitere Gespräche führten zu einer Machbarkeitsstudie, die vom Gemeinderat im Dezember 2004 einstimmig angenommen wurde und mit einem Investitionszuschuss von 55 Millionen NOK bedacht wurde. Im Januar 2005 wurde mit der Flerbruksanlegg AS ein hundertprozentiges kommunales Unternehmen mit dem Ziel gegründet, die Terningen Arena zu errichten und die Nutzung und Weiterentwicklung des Standortes zu koordinieren.
In der zweiten Jahreshälfte 2005 fand ein Architekturwettbewerb statt, den das Architekturbüro Jacobsen Reiten Marschall arkitekter aus Gjøvik gewann. Im Jahr 2006 wurde die Ausschreibung für Planung, Finanzierung, Bau und Betrieb der Anlage veröffentlicht. Diese gewannen Skanska AS und Yngvar Christensen AS im Wettbewerb mit zwei anderen Bietern. Im März 2008 entschied sich Skanska AS dafür, aus dem Projekt auszusteigen, weil sie keine Rentabilität im Projekt sah. Innerhalb weniger Wochen wurden sie finanziell aus dem Vertrag entlassen und durch Utstillingsplassen Eiendom AS ersetzt, die 49 % an der Beteiligungsgesellschaft mit Yngvar Christensen AS übernahmen. Die ersten Bagger rollten im Januar 2009, die erste Bauphase konnte im Dezember 2010 abgeschlossen werden und es konnten zum Jahreswechsel 2010/11 die ersten 10 gewerblichen Mieter einziehen, darunter die Hochschule Hedmark. Das Bauprojekt hatte einen Kostenrahmen von rund 575 Millionen NOK, der eingehalten wurde. Einschließlich des Kindergartens, der sich in einem eigenen Gebäude befindet, beträgt die Baumasse der Anlage etwas mehr als 25.000 m².
Ein weiterer Ausbau der Anlage ist geplant. Bis jetzt, Stand 2021, wurden mit weiteren Bauphasen 30.000 m² Baumasse gebaut, die Außenanlagen erstrecken sich auf einer Fläche von 28 Hektar. Fast 850 Millionen NOK wurden in den Sport- und Gebäudekomplex investiert. Täglich 3000 Personen frequentieren die Anlage. Der Arena ist nach 10 Jahren Betrieb ein Zentrum für Sport, Bildung, Forschung und Kultur geworden.

## Ausstattung
Die Mehrzweckhalle besteht aus einer Sporthalle (vor allem für Handballspiele des Elverum Håndball), die auch für Konzerte (das jährliche Stadtfest) oder sonstige Veranstaltungen genutzt werden kann, einem Konzertsaal, einer Halle dezidiert für Turnen und Gymnastik inklusive einer 24 Meter hohen Kletterwand und weiteren Tagungsräumen. Weiter sind im Gebäude, in dem sich die Halle befindet, eine Bibliothek, ein Café und Büroflächen. Weiter sind auf den Außenlagen Fußball, Basketball, Leichtathletik, Tennis sowie ein Hotel mit 100 Zimmern.
Das Hallendach hat eine Fläche von 12.000 m² und wurde von 2009 bis 2010 vom Generalunternehmer Martin M. Bakken installiert. Es gibt zwei Tribünen: die Haupttribüne mit 17 Zuschauerreihen und die Gegentribüne mit 9. Der Hallenboden hat eine Fläche von 1650 m².